# Madrileños por el mundo
Madrileños por el mundo es un programa de televisión emitido por la cadena Telemadrid dirigido por la periodista Paloma Ferre. Un equipo de reporteros viaja por distintas ciudades del mundo para conocer cómo viven los madrileños fuera de España. Los protagonistas explican los motivos de su traslado, enseñan las ciudades donde residen y comparten con el espectador los aspectos más interesantes de su vida cotidiana. 
Inicialmente el programa fue concebido como un especial del programa Mi cámara y yo de Telemadrid, cuya secuencia de apertura aparece en todos los capítulos hasta enero de 2007, fecha en la cual el especial Madrileños por el mundo inicia un parón de seis meses. Deja de formar parte de Mi cámara y yo y empieza a funcionar como un programa propio a partir de julio de 2007, por lo que cumplió 10 años como programa independiente en julio de 2017.

## Emisión
Se ha emitido con periodicidad mensual desde abril de 2005 hasta enero de 2007, cuando todavía era un especial del programa semanal Mi cámara y yo, y con periodicidad semanal desde sus inicios como programa propio en julio de 2007 hasta la actualidad. 
Se emite los martes desde el 17 de septiembre de 2013.

## Formato
El programa se estructura en torno a una serie de reportajes sobre los madrileños que viven en el extranjero, por lo general cuatro o más.
La duración del programa se ha ido alargando con el paso de los años, desde unos 25 minutos en sus inicios a unos 35, antes de pasar a unos 50 minutos después de noviembre de 2008. Alcanza finalmente el formato actual de más de 1 hora a partir de la temporada 2013/2014 (T4), a menudo llegando a superar desde entonces la hora y 10 minutos, casi triplicando así la duración inicial del programa.
Hasta el 24 de mayo de 2010 los documentales se emiten en formato 4:3. A partir del 31 de mayo de 2010 se emiten en formato 16:9.

## Premios
- Premio de la Academia de la Televisión como "Mejor programa documental español” en 2008.
- Premio al "Mejor programa"  en los "Premios Foro del Espectador por una Televisión de Calidad" en 2008.
- Mejor Programa en los Premios Ondas 2009  "por ser el iniciador de una fórmula de éxito que marca tendencia en televisión".
- Premio al "Mejor programa de serie documental de televisión" de la Agrupación de Telespectadores y Radioyentes de Madrid (ATR)  en 2009.
- Premio "Guillermo Marconni de Radio y Televisión" que concede la Villa de Madrid dentro de los Premios "Villa de Madrid" de 2010 por ser  “descubridor de un nuevo formato televisivo de éxito, que ha trasformado el panorama de la televisión de España".
- Encomienda del 2 de Mayo de la Comunidad de Madrid en 2010 "por su éxito continuado desde hace cinco años".
- Segundo accésit del Premio Internacional sobre Puerto Rico "José Ramón Piñeiro León" en 2010, "por poner de relieve la buena acogida que se brinda a los españoles que emigran a Puerto Rico en el reportaje sobre Puerto Rico emitido en 2008".
- Premio Nebrija Tourism Experience, Mejor Programa en Medios de comunicación en 2010.
- Premio Viajero del Año 2012 que anualmente otorga la revista Condé Nast Traveler.
- Premio “Francos Rodríguez” de la Asociación de la Prensa de Madrid en 2012.
- Premio Comunicación de la Sociedad Geográfica Española en 2012.
- Accésit del Premio internacional Puerto Rico "José Ramón Piñeiro León", en reconocimiento al programa que Madrileños por el mundo dedicó a Puerto Rico en 2015.
- Antena de Plata de la Asociación de Profesionales de Radio y Televisión de la Comunidad de Madrid en 2016.
- Premio a la mejor “Comunicación e información exterior” de la Televisión Nacional de Vietnam en 2016, en reconocimiento al programa que Madrileños por el mundo dedicó a Vietnam y que fue emitido por Telemadrid el 8 de diciembre de 2015.

## Listado de programas (parcial)
El objetivo es hacer un programa por nación, en naciones grandes como Italia, Francia, Estados Unidos, etcétera hacer un programa por equivalencias a comunidad autónoma de ese país (estado, federación, región, etcétera, según denominación según nación, ejemplo China: Organización territorial de la República Popular China que incluye 23 provincias, 5 regiones autónomas y 2 regiones administrativas especiales en total sería 30 programas en un futuro.)
| Episodio                                                          | País                                                                     | Fecha, emisión original (no de repetición) | Día / Horario | Duración  | Ciudades / Especial / Comentarios | T.          | Reportero/a          |
| ----------------------------------------------------------------- | ------------------------------------------------------------------------ | ------------------------------------------ | ------------- | --------- | --- | ----------- | -------------------- |
| Noruega                                                           | Noruega                                                                  | 2005-04-01                                 | vi 21h25      |           | Primer episodio de MxM, que se concibe dentro del programa semanal Mi cámara y yo, y es inicialmente un "especial" de difusión mensual. | T1          | Paloma Ferre         |
| Portugal                                                          | Portugal                                                                 | 2005-05-20                                 | vi 21h25      | 30 min    | | T1          | Virginia Guerrero    |
| Polonia                                                           | Polonia                                                                  | 2005-06-10                                 | vi 21h25      | 30 min    | | T1          |                      |
| Suecia                                                            | Suecia                                                                   | 2005-07-01                                 | vi 21h25      | 31 min    | | T1          | Paloma Ferre         |
| Japón                                                             | Japón                                                                    | 2005-10-21                                 | vi 21h30      | 23 min    | En Tokio. | T1          | Marcos Moreno        |
| Praga                                                             | Rep. Checa                                                               | 2005-11-25                                 | vi 21h30      |           | Empieza a emitirse el último vi (o sa) del mes.                                                                                         | T1          |                      |
| Alemania                                                          | Alemania                                                                 | 2005-12-31                                 | sa 21h10      | (>22 min) | En Berlín. / En Navidad. | T1          | Paloma Ferre         |
| Egipto                                                            | Egipto                                                                   | 2006-01-27                                 | vi 21h30      | 23 min    | | T1          |                      |
| Marruecos                                                         | Marruecos                                                                | 2006-02-24                                 | vi 21h30      | 26 min    | | T1          | Marcos Moreno        |
| Filadelfia                                                        | Estados Unidos                                                           | 2006-04-07                                 | vi 21h45      |           | Empieza a emitirse el primer vi (o sa) del mes.                                                                                         | T1          |                      |
| Finlandia                                                         | Finlandia                                                                | 2006-05-05                                 | vi 21h45      | 24 min    | | T1          | Paloma Ferre         |
| Bélgica                                                           | Bélgica                                                                  | 2006-06-03                                 | sa 21h25      | 31 min    | | T1          | Carlos Roldán        |
| Escocia                                                           | Reino Unido                                                              | 2006-07-01                                 | sa 21h25      |           | | T1          |                      |
| Inglaterra                                                        | Reino Unido                                                              | 2006-10-06                                 | vi 21h40      | 23 min    | | T1          | Marcos Moreno        |
| Viena                                                             | Austria                                                                  | 2006-11-03                                 | vi 21h40      |           | | T1          |                      |
| Tierra Santa                                                      | Israel                                                                   | 2007-01-05                                 | vi 21h35      | 30 min    | Último episodio de MxM que usa la secuencia de apertura de Mi cámara y yo (MCyY). A partir de la T2, MxM ya tendrá una propia.          | T1          | Marcos Moreno        |
| Pekín                                                             | China                                                                    | 2007-07-03                                 | ma 21h30      | 23 min    | Primer episodio de MxM fuera del programa de origen. Tras 6 meses, vuelve como spin-off al pasar a la misma difusión semanal que MCyY.  | T2          | Marcos Moreno        |
| México                                                            | México                                                                   | 2007-07-10                                 | ma 21h30      |           | | T2          |                      |
| Grecia                                                            | Grecia                                                                   | 2007-07-17                                 | ma 21h30      |           | | T2          |                      |
| Siria                                                             | Siria                                                                    | 2007-07-31                                 | ma 21h30      |           | | T2          | Eva Mora             |
| Costa Rica                                                        | Costa Rica                                                               | 2007-08-07                                 | ma 21h30      |           | | T2          |                      |
| Islandia                                                          | Islandia                                                                 | 2007-08-14                                 | ma 21h30      |           | | T2          |                      |
| Dubái                                                             | EAU                                                                      | 2007-08-21                                 | ma 21h30      |           | | T2          | Virginia Guerrero    |
| Los Ángeles                                                       | Estados Unidos                                                           | 2007-08-28                                 | ma 21h30      |           | | T2          |                      |
| Kenia                                                             | Kenia                                                                    | 2007-09-04                                 | ma 21h30      |           | | T2          |                      |
| Nueva York                                                        | Estados Unidos                                                           | 2007-09-11                                 | ma 21h30      |           | | T2          | Eva Mora             |
| Johannesburgo                                                     | Sudáfrica                                                                | 2007-09-18                                 | ma 21h30      |           | | T2          |                      |
| Patagonia                                                         | Argentina                                                                | 2007-09-27                                 | ju 21h30      |           | | T2          | Virginia Guerrero    |
| Londres                                                           | Reino Unido                                                              | 2007-10-04                                 | ju 21h30      | 24 min    | | T2          | Sonia Gonzalo        |
| Rumania                                                           | Rumania                                                                  | 2007-10-11                                 | ju 21h30      |           | | T2          |                      |
| Houston o ?                                                       | Estados Unidos o ?                                                       | 2007-10-18                                 | ju 21h30      |           | | T2          |                      |
| Buenos Aires                                                      | Argentina                                                                | 2007-11-01                                 | ju 21h30      |           | | T2          | Virginia Guerrero    |
| Ciudad del Cabo                                                   | Sudáfrica                                                                | 2007-11-08                                 | ju 21h30      |           | | T2          |                      |
| Sídney                                                            | Australia                                                                | 2007-11-15                                 | ju 21h30      |           | | T2          | Beatriz Vigil        |
| San Francisco                                                     | Estados Unidos                                                           | 2007-11-22                                 | ju 21h30      |           | | T2          |                      |
| Luxemburgo                                                        | Luxemburgo                                                               | 2007-12-04                                 | ma 21h30      |           | | T2          |                      |
| Houston o ?                                                       | Estados Unidos o ?                                                       | 2007-12-11                                 | ma 21h30      |           | | T2          |                      |
| Melbourne                                                         | Australia                                                                | 2007-12-18                                 | ma 21h30      |           | | T2          |                      |
| Roma                                                              | Italia                                                                   | 2007-12-25                                 | ma 21h30      |           | | T2          | Sonia Gonzalo        |
| Shanghái                                                          | China                                                                    | 2008-01-08                                 | ma 21h30      | 27 min    | | T2          | Carla Pulin          |
| París                                                             | Francia                                                                  | 2008-01-15                                 | ma 21h30      |           | | T2          | Beatriz Vigil        |
| Singapur                                                          | Singapur                                                                 | 2008-01-22                                 | ma 21h30      |           | | T2          |                      |
| Ámsterdam                                                         | Países Bajos                                                             | 2008-01-29                                 | ma 21h30      | 28 min    | | T2          | Marcos Moreno        |
| Ghana                                                             | Ghana                                                                    | 2008-02-05                                 | ma 21h30      |           | | T2          |                      |
| Río de Janeiro                                                    | Brasil                                                                   | 2008-02-12                                 | ma 21h30      |           | | T2          | Carla Pulin          |
| Ginebra                                                           | Suiza                                                                    | 2008-02-19                                 | ma 21h30      |           | | T2          |                      |
| Chile                                                             | Chile                                                                    | 2008-03-04                                 | ma 21h30      |           | | T2          |                      |
| ?                                                                 | ?                                                                        | 2008-03-11                                 | ma 21h30      |           | | T2          |                      |
| Moscú                                                             | Rusia                                                                    | 2008-03-18                                 | ma 21h30      |           | | T2          | Sonia Gonzalo        |
| Dublín                                                            | Irlanda                                                                  | 2008-03-25                                 | ma 21h30      |           | | T2          |                      |
| Manila                                                            | Filipinas                                                                | 2008-04-07                                 | lu 21h30      |           | | T2          | Beatriz Vigil        |
| Gabón                                                             | Gabón                                                                    | 2008-04-12                                 | sa 21h50      | 55 min    | | T2          | Paloma Ferre         |
| Chicago                                                           | Estados Unidos                                                           | 2008-04-28                                 | lu 21h30      |           | | T2          |                      |
| Bogotá                                                            | Colombia                                                                 | 2008-05-05                                 | lu 21h30      |           | | T2          |                      |
| Milán                                                             | Italia                                                                   | 2008-05-12                                 | lu 21h30      |           | | T2          |                      |
| ?                                                                 | ?                                                                        | 2008-05-19                                 | lu 21h30      |           | | T2          |                      |
| Estambul                                                          | Turquía                                                                  | 2008-05-26                                 | lu 21h30      | 28 min    | | T2          | Sonia Gonzalo        |
| Múnich                                                            | Alemania                                                                 | 2008-06-02                                 | lu 21h30      |           | | T2          |                      |
| Hanoi                                                             | Vietnam                                                                  | 2008-06-09                                 | lu 21h50      |           | | T2          |                      |
| Bangkok                                                           | Tailandia                                                                | 2008-06-16                                 | lu 21h50      |           | | T2          |                      |
| Fiordos noruegos                                                  | Noruega                                                                  | 2008-06-23                                 | lu 21h45      |           | | T2          | Sonia Gonzalo        |
| Copenhague                                                        | Dinamarca                                                                | 2008-07-12                                 |               | 24 min    | | T2          | Eva Mora             |
| Qatar                                                             | Catar                                                                    | 2008-07-14                                 | lu 21h45      | 27 min    | | T2          | Marcos Moreno        |
| Vancouver                                                         | Canadá                                                                   | 2008-07-28                                 | lu 21h30      |           | |             |                      |
| Miami                                                             | Estados Unidos                                                           | 2008-09-15                                 | lu 21h45      | 33 min    | | T3          | Paloma Ferre         |
| Budapest                                                          | Hungría                                                                  | 2008-09-22                                 | lu 21h45      | 36 min    | | T3          | Marcos Moreno        |
| Bahamas                                                           | Bahamas                                                                  | 2008-09-29                                 | lu 21h50      |           | | T3          |                      |
| Delhi                                                             | India                                                                    | 2008-10-04                                 | sa 21h45      |           | | T3          |                      |
| Calgary                                                           | Canadá                                                                   | 2008-10-06                                 | lu 21h50      | 39 min    | | T3          | Beatriz Vigil        |
| Panamá                                                            | Panamá                                                                   | 2008-10-13                                 | lu 21h50      | 39 min    | | T3          | Virginia Guerrero    |
| Florencia                                                         | Italia                                                                   | 2008-10-20                                 | lu 21h50      | 40 min    | | T3          | Carla Pulin          |
| Katmandú                                                          | Nepal                                                                    | 2008-10-27                                 | lu 21h50      | 36 min    | | T3          | Marcos Moreno        |
| Washington                                                        | Estados Unidos                                                           | 2008-11-03                                 | lu 21h50      |           | | T3          |                      |
| Jordania                                                          | Jordania                                                                 | 2008-11-10                                 | lu 21h35      |           | | T3          |                      |
| Oxford                                                            | Reino Unido                                                              | 2008-11-17                                 | lu 21h50      | 39 min    | | T3          | Virginia Guerrero    |
| Maputo                                                            | Mozambique                                                               | 2008-11-24                                 | lu 21h50      |           | | T3          |                      |
| Marrakech                                                         | Marruecos                                                                | 2008-12-01                                 | lu 21h50      | 52 min    | | T3          | Marcos Moreno        |
| Las Vegas                                                         | Estados Unidos                                                           | 2008-12-08                                 | lu 21h45      |           | | T3          |                      |
| Bali                                                              | Indonesia                                                                | 2008-12-15                                 | lu 21h45      |           | | T3          |                      |
| Stuttgart                                                         | Alemania                                                                 | 2008-12-22                                 | lu 21h45      |           | | T3          |                      |
| Guatemala                                                         | Guatemala                                                                | 2008-12-29                                 | lu 21h45      |           | | T3          |                      |
| Zurich                                                            | Suiza                                                                    | 2008 o 2009-??-??                          |               |           | |             |                      |
| Estocolmo                                                         | Suecia                                                                   | 2008 o 2009-??-??                          |               |           | |             |                      |
| Túnez                                                             | Túnez                                                                    | 2008 o 2009-??-??                          |               |           | |             |                      |
| Denver                                                            | Estados Unidos                                                           | 2009-01-12                                 |               | 53 min    | | T3          | Carla Pulin          |
| Java                                                              | Indonesia                                                                | 2009-01-19                                 |               | 47 min    | | T3          | Juan Luis Martín     |
| Oporto                                                            | Portugal                                                                 | 2009-01-26                                 |               | 40 min    | | T3          | Marcos Moreno        |
| Sofía                                                             | Bulgaria                                                                 | 2009-02-09                                 |               |           | | T3          |                      |
| Boston                                                            | Estados Unidos                                                           | 2009-02-16                                 |               |           | | T3          |                      |
| Omán                                                              | Omán                                                                     | 2009-02-23                                 |               | 44 min    | | T3          | Carla Pulin          |
| Venecia                                                           | Italia                                                                   | 2009-03-02                                 |               |           | | T3          |                      |
| São Paulo                                                         | Brasil                                                                   | 2009-03-09                                 |               | 51 min    | | T3          | Beatriz Vigil        |
| Reunión                                                           | Francia                                                                  | 2009-03-16                                 |               |           | | T3          |                      |
| Puerto Rico                                                       | Puerto Rico                                                              | 2009-03-23                                 |               | 55 min    | | T3          | Juan Luis Martín     |
| Sicilia                                                           | Italia                                                                   | 2009-03-30                                 |               | 52 min    | | T3          | Luismi Torrecillas   |
| San Petersburgo                                                   | Rusia                                                                    | 2009-04-06                                 |               | 53 min    | | T3          | Sonia Gonzalo        |
| Namibia                                                           | Namibia                                                                  | 2009-04-13                                 |               | 1h13      | | T3          | Paloma Ferre         |
| Kuala Lumpur                                                      | Malasia                                                                  | 2009-04-20                                 |               |           | | T3          |                      |
| Isla Sur                                                          | Nueva Zelanda                                                            | 2009-04-27                                 |               |           | | T3          |                      |
| Hong Kong                                                         | China                                                                    | 2009-05-04                                 |               |           | | T3          |                      |
| Háwai                                                             | Estados Unidos                                                           | 2009-05-11                                 |               | 1 hora    | | T3          | Virginia Guerrero    |
| Gotemburgo                                                        | Suecia                                                                   | 2009-05-18                                 |               | 59 min    | | T3          | Juan Juis Martín     |
| Abu Dhabi                                                         | EAU                                                                      | 2009-05-25                                 |               | 1h14      | | T3          | Luismi Torrecillas   |
| Hamburgo                                                          | Alemania                                                                 | 2009-06-01                                 |               |           | | T3          |                      |
| Turín                                                             | Italia                                                                   | 2009-06-08                                 |               | 34 min    | | T3          | Juan Juis Martín     |
| Bretaña francesa                                                  | Francia                                                                  | 2009-06-15                                 |               | 55 min    | | T3          | Carla Pulin          |
| Malta                                                             | Malta                                                                    | 2009-06-22                                 |               | 1h18      | | T3          | Beatriz Nogareda     |
| Croacia                                                           | Croacia                                                                  | 2009-06-29                                 |               | 1h        | | T3          | Marcos Moreno        |
| Perú                                                              | Perú                                                                     | 2009-07-06                                 |               | 1h07      | | T3          | Beatriz Vigil        |
| Isla Norte                                                        | Nueva Zelanda                                                            | 2009-07-13                                 |               | 52 min    | | T3          | Carla Pulin          |
| Cancún                                                            | México                                                                   | 2009-07-20                                 |               | 55 min    | | T3          | Paloma Ferre         |
| Groenlandia                                                       | Dinamarca                                                                | 2009-07-27                                 |               |           | | T3          |                      |
| Maryayún                                                          | Líbano                                                                   | 2009-08-17                                 |               |           | | T3          |                      |
| Islas Seychelles                                                  | Seychelles                                                               | 2009-08-24                                 |               | 1h02      | | T3          | Sonia Gonzalo        |
| Lima                                                              | Perú                                                                     | 2009-08-31                                 |               |           | | T3          |                      |
| Tanzania                                                          | Tanzania                                                                 | 2009-09-07                                 |               |           | | T3          |                      |
| Mendoza                                                           | Argentina                                                                | 2009-09-14                                 |               |           | | T3          |                      |
| Caribe mexicano                                                   | México                                                                   | 2009-09-21                                 |               | 54 min    | | T3          | Paloma Ferre         |
| Calcuta                                                           | India                                                                    | 2009-09-28                                 |               | 53 min    | | T3          | Beatriz Nogareda     |
| Honduras                                                          | Honduras                                                                 | 2009-10-05                                 |               | 55 min    | | T3          | Carla Pulin          |
| Guayaquil                                                         | Ecuador                                                                  | 2009-10-12                                 |               | 1 hora    | | T3          | Virginia Guerrero    |
| Beirut                                                            | Líbano                                                                   | 2009-10-19                                 |               | 56 min    | | T3          | Luismi Torrecillas   |
| San Diego                                                         | Estados Unidos                                                           | 2009-10-26                                 |               | 58 min    | | T3          | Marcos Moreno        |
| Corea del Sur                                                     | Corea del Sur                                                            | 2009-11-02                                 |               | 52 min    | | T3          | Beatriz Vigil        |
| Senegal                                                           | Senegal                                                                  | 2009-11-09                                 |               | 1h04      | | T3          | Juan Luis Martín     |
| Quito                                                             | Ecuador                                                                  | 2009-11-16                                 |               | 57 min    | | T3          | Virginia Guerrero    |
| Gambia                                                            | Gambia                                                                   | 2009-11-23                                 |               | 53 min    | | T3          | Juan Luis Martín     |
| Seúl                                                              | Corea del Sur                                                            | 2009-11-30                                 |               | 53 min    | | T3          | Beatriz Vigil        |
| Génova                                                            | Italia                                                                   | 2009-12-07                                 |               | 1h01      | | T3          | Carla Pulin          |
| Caracas                                                           | Venezuela                                                                | 2009-12-14                                 |               | 52 min    | | T3          | Marcos Moreno        |
| Seattle                                                           | Estados Unidos                                                           | 2009-12-21                                 |               | 55 min    | | T3          | Sonia Gonzalo        |
| Danubio alemán                                                    | Alemania                                                                 | 2009-12-28                                 |               | 51 min    | | T3          | Beatriz Vigil        |
| Bangalore                                                         | India                                                                    | 2010-01-04                                 |               | 1h01      | | T3          | Juan Luis Martín     |
| Verona                                                            | Italia                                                                   | 2010-01-11                                 |               | 53 min    | | T3          | Virginia Guerrero    |
| Antártida                                                         |                                                                          | 2010-01-18                                 |               | 59 min    | | T3          | Paloma Ferre         |
| Colonia                                                           | Alemania                                                                 | 2010-01-25                                 |               | 52 min    | | T3          | Beatriz Nogareda     |
| Antillas Francesas                                                | Francia                                                                  | 2010-02-01                                 |               | 49 min    | | T3          | Carla Pulin          |
| Toronto                                                           | Canadá                                                                   | 2010-02-08                                 |               | 51 min    | | T3          | Beatriz Nogareda     |
| Congo                                                             | República Democrática del Congo                                          | 2010-02-15                                 |               | 1h11      | | T3          | Beatriz Vigil        |
| Toulouse                                                          | Francia                                                                  | 2010-02-22                                 |               | 53 min    | | T3          | Marcos Moreno        |
| Montevideo                                                        | Uruguay                                                                  | 2010-03-01                                 |               | 56 min    | | T3          | Virginia Guerrero    |
| Salvador de Bahía                                                 | Brasil                                                                   | 2010-03-08                                 |               | 1h05      | | T3          | Juan Luis Martín     |
| Creta                                                             | Grecia                                                                   | 2010-03-15                                 |               | 53 min    | | T3          | Sonia Gonzalo        |
| Camboya                                                           | Camboya                                                                  | 2010-03-22                                 |               | 51 min    | | T3          | Beatriz Nogareda     |
| Cartagena de Indias                                               | Colombia                                                                 | 2010-03-29                                 |               | 1h07      | | T3          | Carla Pulin          |
| Róterdam                                                          | Países Bajos                                                             | 2010-04-05                                 |               | 54 min    | | T3          | Miguel Valle Castaño |
| Chipre                                                            | Chipre                                                                   | 2010-04-12                                 |               | 1 hora    | | T3          | Virginia Guerrero    |
| Casablanca                                                        | Marruecos                                                                | 2010-04-19                                 |               | 55 min    | | T3          | Sonia Gonzalo        |
| Arizona                                                           | Estados Unidos                                                           | 2010-04-26                                 |               | 51 min    | | T3          | Marcos Moreno        |
| Pernambuco                                                        | Brasil                                                                   | 2010-05-03                                 |               | 56 min    | | T3          | Beatriz Vigil        |
| Nicaragua                                                         | Nicaragua                                                                | 2010-05-10                                 |               | 1 hora    | | T3          | Juan Luis Martín     |
| Taiwán                                                            | República de China                                                       | 2010-05-17                                 |               | 50 min    | | T3          | Beatriz Nogareda     |
| Mauricio                                                          | Mauricio                                                                 | 2010-05-24                                 |               | 50 min    | | T3          | Sonia Gonzalo        |
| Selva de Camerún                                                  | Camerún                                                                  | 2010-05-31                                 |               | 52 min    | | T3          | Carla Pulin          |
| Niza                                                              | Francia                                                                  | 2010-06-07                                 |               | 50 min    | | T3          | Miguel Valle         |
| Jamaica                                                           | Jamaica                                                                  | 2010-06-14                                 |               | 54 min    | | T3          | Beatriz Vigil        |
| Paraguay                                                          | Paraguay                                                                 | 2010-06-21                                 |               | 53 min    | | T3          | Virginia Guerrero    |
| Nápoles                                                           | Italia                                                                   | 2010-06-28                                 |               | 58 min    | | T3          | Juan Luis Martín     |
| Tampa                                                             | Estados Unidos                                                           | 2010-07-05                                 |               | 59 min    | | T3          | Sonia Gonzalo        |
| Montreal                                                          | Canadá                                                                   | 2010-07-12                                 |               | 45 min    | | T3          | Miguel Valle Castaño |
| Islas Tailandesas                                                 | Tailandia                                                                | 2010-07-26                                 |               | 49 min    | | T3          | Beatriz Vigil        |
| Sabana de Camerún                                                 | Camerún                                                                  | 2010-08-02                                 |               | 48 min    | | T3          | Carla Pulin          |
| Carolina del Norte                                                | Estados Unidos                                                           | 2010-08-09                                 |               | 1h01      | | T3          | Marcos Moreno        |
| Bata                                                              | Guinea Ecuatorial                                                        | 2010-08-16                                 |               | 54 min    | | T3          | Juan Luis Martín     |
| Eslovaquia                                                        | Eslovaquia                                                               | 2010-08-23                                 |               | 1h01      | | T3          | Marcos Moreno        |
| Norte de Escocia                                                  | Reino Unido                                                              | 2010-09-06                                 |               | 1h06      | | T3          | Virginia Guerrero    |
| Phuket: Islas Phi-Phi                                             | Tailandia                                                                | 2010-09-13                                 |               | 50 min    | | T3          | Beatriz Vigil        |
| Etiopía                                                           | Etiopía                                                                  | 2010-09-20                                 |               | 49 min    | | T3          | Beatriz Nogareda     |
| Jalisco                                                           | México                                                                   | 2010-09-27                                 |               | 50 min    | | T3          | Carla Pulin          |
| Malabo                                                            | Guinea Ecuatorial                                                        | 2010-10-04                                 |               | 49 min    | | T3          | Juan Luis Martín     |
| Dusseldorf                                                        | Alemania                                                                 | 2010-10-11                                 |               | 47 min    | | T3          | Sonia Gonzalo        |
| El Salvador                                                       | El Salvador                                                              | 2010-10-18                                 |               | 51 min    | | T3          | Miguel Valle Castaño |
| Kioto                                                             | Japón                                                                    | 2010-10-25                                 |               | 39 min    | | T3          | Beatriz Vigil        |
| Flandes                                                           | Bélgica                                                                  | 2010-11-01                                 |               | 44 min    | | T3          | Juan Luis Martín     |
| Brisbane                                                          | Australia                                                                | 2010-11-15                                 |               | 46 min    | | T3          | Marcos Moreno        |
| Polinesia Francesa                                                | Francia                                                                  | 2010-11-22                                 |               | 1h02      | | T3          | Carla Pulin          |
| Otawa                                                             | Canadá                                                                   | 2010-11-29                                 |               | 43 min    | | T3          | Virginia Guerrero    |
| Libia                                                             | Libia                                                                    | 2010-12-06                                 |               | 44 min    | | T3          | Beatriz Nogareda     |
| Minnesota                                                         | Estados Unidos                                                           | 2010-12-13                                 |               | 56 min    | | T3          | Sonia Gonzalo        |
| Monterrey                                                         | México                                                                   | 2010-12-20                                 |               | 1h        | | T3          | Beatriz Nogareda     |
| Saigón                                                            | Vietnam                                                                  | 2010-12-27                                 |               | 56 min    | | T3          | Miguel Valle Castaño |
| Lyon                                                              | Francia                                                                  | 2011-01-03                                 |               | 49 min    | | T3          | Marcos Moreno        |
| Kabul                                                             | Afganistán                                                               | 2011-01-10                                 |               | 52 min    | | T3          | Beatriz Vigil        |
| Osaka                                                             | Japón                                                                    | 2011-01-17                                 |               | 58 min    | | T3          | Juan Luis Martín     |
| Estrasburgo                                                       | Francia                                                                  | 2011-01-24                                 |               | 1 hora    | | T3          | Virginia Guerrero    |
| Filadelfia                                                        | Estados Unidos                                                           | 2011-01-31                                 |               | 56 min    | | T3          | Carla Pulin          |
| Bolonia                                                           | Italia                                                                   | 2011-02-07                                 |               | 58 min    | | T3          | Sonia Gonzalo        |
| Salzburgo                                                         | Austria                                                                  | 2011-02-14                                 |               | 54 min    | | T3          | Beatriz Nogareda     |
| Cabo Verde                                                        | Cabo Verde                                                               | 2011-02-21                                 |               | 55 min    | | T3          | Marcos Moreno        |
| Pennsylvania                                                      | Estados Unidos                                                           | 2011-02-28                                 |               | 54 min    | | T3          | Carla Pulin          |
| Tel-Aviv                                                          | Israel                                                                   | 2011-03-07                                 |               | 51 min    | | T3          | Juan Luis Martín     |
| Cochabamba                                                        | Bolivia                                                                  | 2011-03-14                                 |               | 51 min    | | T3          | Beatriz Vigil        |
| Barranquilla                                                      | Colombia                                                                 | 2011-03-21                                 |               | 59 min    | | T3          | Virginia Guerrero    |
| Peloponeso                                                        | Grecia                                                                   | 2011-03-28                                 |               | 52 min    | | T3          | Sonia Gonzalo        |
| Kuwait                                                            | Kuwait                                                                   | 2011-04-04                                 |               | 57 min    | | T3          | Miguel Valle Castaño |
| Wellington                                                        | Nueva Zelanda                                                            | 2011-04-11                                 |               | 49 min    | | T3          | Beatriz Nogareda     |
| Kazajistán                                                        | Kazajistán                                                               | 2011-04-18                                 |               | 57 min    | | T3          | Beatriz Vigil        |
| Tirol                                                             | Austria                                                                  | 2011-04-25                                 |               | 49 min    | | T3          | Sonia Gonzalo        |
| Alabama                                                           | Estados Unidos                                                           | 2011-05-09                                 |               | 53 min    | | T3          | Miguel Valle Castaño |
| La Haya                                                           | Países Bajos                                                             | 2011-05-23                                 |               | 53 min    | | T3          | Virginia Guerrero    |
| Chiapas                                                           | México                                                                   | 2011-05-30                                 |               | 47 min    | | T3          | Javier Sánchez Gil   |
| Selva Negra                                                       | Alemania                                                                 | 2011-06-06                                 |               | 56 min    | | T3          | Marcos Moreno        |
| Maldivas                                                          | Maldivas                                                                 | 2011-06-13                                 |               | 54 min    | | T3          | Beatriz Vigil        |
| Basilea                                                           | Suiza                                                                    | 2011-06-20                                 |               | 53 min    | | T3          | Carla Pulin          |
| Sur de Brasil                                                     | Brasil                                                                   | 2011-06-27                                 |               | 47 min    | | T3          | Beatriz Nogareda     |
| Guayana Francesa                                                  | Francia                                                                  | 2011-07-04                                 |               | 55 min    | | T3          | Miguel Valle Castaño |
| Tallin                                                            | Estonia                                                                  | 2011-07-11                                 |               | 51 min    | | T3          | Javier Sánchez Gil   |
| Carolina del Sur                                                  | Estados Unidos                                                           | 2011-07-18                                 |               | 52 min    | | T3          | Beatriz Nogareda     |
| Cerdeña                                                           | Italia                                                                   | 2011-07-25                                 |               | 50 min    | | T3          | Beatriz Vigil        |
| Orlando                                                           | Estados Unidos                                                           | 2011-08-01                                 |               | 46 min    | | T3          | Marcos Moreno        |
| Marsella                                                          | Francia                                                                  | 2011-08-08                                 |               | 50 min    | | T3          | Virginia Guerrero    |
| Ucrania                                                           | Ucrania                                                                  | 2011-08-15                                 |               | 54 min    | | T3          | Miguel Valle Castaño |
| Atlanta                                                           | Estados Unidos                                                           | 2011-08-22                                 |               | 51 min    | | T3          | Marcos Moreno        |
| Cali                                                              | Colombia                                                                 | 2011-08-29                                 |               | 57 min    | | T3          | Sonia Gonzalo        |
| Natal                                                             | Brasil                                                                   | 2011-09-05                                 |               | 51 min    | | T3          | Juan Luis Martín     |
| Silicon Valley                                                    | Estados Unidos                                                           | 2011-09-13                                 |               | 51 min    | | T3          | Carla Pulin          |
| Trieste                                                           | Italia                                                                   | 2011-09-19                                 |               | 50 min    | | T3          |                      |
| Costa Norte de Brasil                                             | Brasil                                                                   | 2011-09-26                                 |               | 58 min    | | T3          |                      |
| Costa de Lisboa                                                   | Portugal                                                                 | 2011-10-03                                 |               | 57 min    | | T3          |                      |
| Oktoberfest de Múnich                                             | Alemania                                                                 | 2011-10-10                                 |               | 1h11      | | T3          | Miguel Valle Castaño |
| Medellín                                                          | Colombia                                                                 | 2011-10-17                                 |               | 50 min    | | T3          | Beatriz Vigil        |
| Macao                                                             | China                                                                    | 2011-10-24                                 |               | 1h06      | | T3          | Beatriz Vigil        |
| Sri Lanka                                                         | Sri Lanka                                                                | 2011-10-31                                 |               | 55 min    | | T3          |                      |
| Fiesta de difuntos en México                                      | México                                                                   | 2011-11-14                                 |               | 58 min    | | T3          | Miguel Valle Castaño |
| Playas de California                                              | Estados Unidos                                                           | 2011-11-21                                 |               | 1h03      | | T3          |                      |
| Manhattan (Nueva York)                                            | Estados Unidos                                                           | 2011-11-28                                 | lu / 22h      | 1h18      | | T3          | Juan Luis Martin     |
| Tesalónica                                                        | Grecia                                                                   | 2011-12-05                                 |               | 55 min    | | T3          | Sonia Gonzalo        |
| Virginia                                                          | Estados Unidos                                                           | 2011-12-12                                 |               | 55 min    | | T3          | Beatriz Vigil        |
| Trinidad y Tobago                                                 | Trinidad y Tobago                                                        | 2011-12-19                                 |               | 54 min    | | T3          |                      |
| Laponia                                                           | Finlandia                                                                | 2011-12-26                                 |               | 1h03      | | T3          |                      |
| Navidad en Viena                                                  | Austria                                                                  | 2012-01-02                                 |               | 52 min    | | T3          | Sonia Gonzalo        |
| Bangladés                                                         | Bangladés                                                                | 2012-01-09                                 |               | 58 min    | | T3          | Carla Pulin          |
| Burdeos                                                           | Francia                                                                  | 2012-01-16                                 |               | 52 min    | | T3          | Beatriz Vigil        |
| Filipinas                                                         | Filipinas                                                                | 2012-01-23                                 |               | 55 min    | | T3          | Miguel Valle Castaño |
| Playas de Kenia                                                   | Kenia                                                                    | 2012-01-30                                 |               | 1h02      | | T3          | Paqui Peña           |
| Praga                                                             | Rep. Checa                                                               | 2012-02-06                                 |               | 55 min    | | T3          |                      |
| Bombay                                                            | India                                                                    | 2012-02-13                                 |               | 1h03      | | T3          | Juan Luis Martín     |
| Norte de Canadá                                                   | Canadá                                                                   | 2012-02-20                                 |               | 1 hora    | | T3          | Carla Pulin          |
| Playas de Costa Rica                                              | Costa Rica                                                               | 2012-02-27                                 |               | 59 min    | | T3          | Beatriz Vigil        |
| Japón: 1 año del tsunami                                          | Japón                                                                    | 2012-03-05                                 |               | 1h04      | | T3          | Miguel Valle Castaño |
| Hollywood                                                         | Estados Unidos                                                           | 2012-03-12                                 |               | 56 min    | | T3          | Sonia Gonzalo        |
| Nuremberg                                                         | Alemania                                                                 | 2012-03-19                                 |               | 59 min    | | T3          | Juan Luis Martín     |
| Las Vegas                                                         | Estados Unidos                                                           | 2012-03-26                                 |               | 1 hora    | | T3          | Beatriz Nogareda     |
| Cork en San Patricio                                              | Irlanda                                                                  | 2012-04-02                                 |               | 59 min    | | T3          | Miguel Valle Castaño |
| Toscana                                                           | Italia                                                                   | 2012-04-09                                 |               | 1 hora    | | T3          | Carla Pulin          |
| Kentucky                                                          | Estados Unidos                                                           | 2012-04-16                                 |               | 1h01      | | T3          | Paqui Peña           |
| Primavera en París                                                | Francia                                                                  | 2012-04-23                                 |               | 58 min    | | T3          | Juan Luis Martín     |
| Brooklyn                                                          | Estados Unidos                                                           | 2012-04-30                                 |               | 1 hora    | | T3          | Sonia Gonzalo        |
| Madeira                                                           | Portugal                                                                 | 2012-05-07                                 |               | 51 min    | | T3          | Beatriz Vigil        |
| Buenos Aires                                                      | Argentina                                                                | 2012-05-14                                 |               | 1h06      | | T3          | Beatriz Vigil        |
| Cantón chino                                                      | China                                                                    | 2012-05-21                                 |               | 1 hora    | | T3          | Juan Luis Martín     |
| Singapur                                                          | Singapur                                                                 | 2012-05-28                                 |               | 56 min    | | T3          | Beatriz Nogareda     |
| Angola                                                            | Angola                                                                   | 2012-06-04                                 |               | 1h01      | | T3          | Carla Pulin          |
| Lituania                                                          | Lituania                                                                 | 2012-06-11                                 |               | 58 min    | | T3          | Miguel Valle Castaño |
| Polonia en la Eurocopa                                            | Polonia                                                                  | 2012-06-18                                 |               | 1h10      | | T3          | Virginia Guerrero    |
| Bruselas                                                          | Bélgica                                                                  | 2012-06-25                                 |               | 1 hora    | | T3          | Paqui Peña           |
| Baja California                                                   | México                                                                   | 2012-07-02                                 |               | 1 hora    | | T3          | Beatriz Vigil        |
| Dallas                                                            | Estados Unidos                                                           | 2012-07-09                                 |               | 58 min    | | T3          | Sonia Gonzalo        |
| Islas griegas                                                     | Grecia                                                                   | 2012-07-16                                 |               | 58 min    | | T3          | Carla Pulin          |
| Londres Olímpico                                                  | Reino Unido                                                              | 2012-07-23                                 |               | 1h01      | | T3          | Beatriz Vigil        |
| Valonia                                                           | Bélgica                                                                  | 2012-08-27                                 |               | 56 min    | | T3          | Beatriz Nogareda     |
| Punta Cana                                                        | República Dominicana                                                     | 2012-09-03                                 |               | 1h02      | | T3          | Miguel Valle Castaño |
| Uganda                                                            | Uganda                                                                   | 2012-09-10                                 |               | 1 hora    | | T3          | Paqui Peña           |
| Río de Janeiro                                                    | Brasil                                                                   | 2012-09-17                                 |               | 57 min    | | T3          | Virginia Guerrero    |
| San Francisco                                                     | Estados Unidos                                                           | 2012-10-01                                 |               | 59 min    | | T3          | Beatriz Vigil        |
| Copenhague                                                        | Dinamarca                                                                | 2012-10-08                                 |               | 1 hora    | | T3          | Sonia Gonzalo        |
| Playas de Indonesia                                               | Indonesia                                                                | 2012-10-15                                 |               | 1h09      | | T3          | Miguel Valle Castaño |
| Frankfurt                                                         | Alemania                                                                 | 2012-10-22                                 |               | 1h02      | | T3          | Beatriz Nogareda     |
| Portland                                                          | Estados Unidos                                                           | 2012-10-29                                 |               | 1 hora    | | T3          | Carla Pulin          |
| Roma                                                              | Italia                                                                   | 2012-11-05                                 |               | 1h03      | | T3          | Virginia Guerrero    |
| Amazonas                                                          | Brasil                                                                   | 2012-11-12                                 |               | 1 hora    | | T3          | Juan Luis Martín     |
| Washington D.C.                                                   | Estados Unidos                                                           | 2012-11-19                                 |               | 1h06      | | T3          | Paqui Peña           |
| Tánger                                                            | Marruecos                                                                | 2012-11-26                                 |               | 56 min    | | T3          | Beatriz Nogareda     |
| Islandia                                                          | Islandia                                                                 | 2012-12-03                                 |               | 57 min    | | T3          | Sonia Gonzalo        |
| Sudeste de India                                                  | India                                                                    | 2012-12-10                                 |               | 55 min    | | Carla Pulin |                      |
| Dubái                                                             | EAU                                                                      | 2013-10-29                                 |               | 1h33      | Inicia la Temporada 4 (T4) | T4          | Paqui Peña           |
| Turquía                                                           | Turquía                                                                  | 2013-11-05                                 |               | 57 min    | | T4          | Beatriz Vigil        |
| Sur de Kenia                                                      | Kenia                                                                    | 2013-11-12                                 |               | 1h16      | | T4          | Miguel Valle         |
| Playas de Florida                                                 | Estados Unidos                                                           | 2013-11-19                                 |               | 1h15      | | T4          | Juan Luis Martín     |
| Cataratas Victoria                                                | Zimbabue                                                                 | 2013-11-26                                 |               | 1h14      | | T4          | Miguel Valle         |
| Bucarest                                                          | Rumania                                                                  | 2013-12-03                                 |               | 59 min    | | T4          | Sonia Gonzalo        |
| Santiago de Chile                                                 | Chile                                                                    | 2013-12-10                                 |               | 1h06      | | T4          | Paqui Peña           |
| Otoño en Nueva York                                               | Estados Unidos                                                           | 2013-12-17                                 |               | 1h13      | | T4          | Edu Yanes            |
| Estocolmo                                                         | Suecia                                                                   | 2013-12-24                                 |               | 1h12      | | T4          | Carla Pulin          |
| Riviera Maya                                                      | México                                                                   | 2013-12-31                                 |               | 1h03      | | T4          | Edu Yanes            |
| Berlín                                                            | Alemania                                                                 | 2014-01-07                                 |               | 1h06      | | T4          | Paqui Peña           |
| Norte de India                                                    | India                                                                    | 2014-01-14                                 |               | 1h03      | | T4          | Sonia Gonzalo        |
| Milán                                                             | Italia                                                                   | 2014-01-21                                 |               | 1h12      | | T4          | Miguel Valle Castaño |
| Playas de Tailandia                                               | Tailandia                                                                | 2014-01-28                                 |               | 1h16      | | T4          | Miguel Valle Castaño |
| Desierto de Marrakech                                             | Marruecos                                                                | 2014-02-04                                 |               | 1h08      | | T4          | Edu Yanes            |
| Sao Paulo                                                         | Brasil                                                                   | 2014-02-11                                 |               | 1h09      | | T4          | Paqui Peña           |
| Colorado                                                          | Estados Unidos                                                           | 2014-02-18                                 |               | 1h13      | | T4          | Sonia Gonzalo        |
| Lisboa                                                            | Portugal                                                                 | 2014-02-25                                 |               | 1h19      | | T4          | Miguel Valle Castaño |
| Miami                                                             | Estados Unidos                                                           | 2014-03-04                                 |               | 1h20      | | T4          | Edu Yanes            |
| Shanghái                                                          | China                                                                    | 2014-03-11                                 |               | 1h19      | | T4          | Paqui Peña           |
| Ginebra                                                           | Suiza                                                                    | 2014-03-18                                 |               | 1h10      | | T4          | Sonia Gonzalo        |
| Johannesburgo                                                     | Sudáfrica                                                                | 2014-03-25                                 |               | 1h12      | | T4          | Miguel Valle Castaño |
| Los Ángeles                                                       | Estados Unidos                                                           | 2014-04-01                                 |               | 1h32      | | T4          | Edu Yanes            |
| Sur de China                                                      | China                                                                    | 2014-04-08                                 |               | 1h24      | | T4          | Paqui Peña           |
| Sur de Paraguay                                                   | Paraguay                                                                 | 2014-04-15                                 |               | 1h07      | | T4          | Sonia Gonzalo        |
| Guatemala                                                         | Guatemala                                                                | 2014-04-22                                 |               | 1h31      | | T4          | Miguel Valle Castaño |
| Moscú                                                             | Rusia                                                                    | 2014-05-06                                 |               | 1h25      | | T4          | Edu Yanes            |
| Túnez                                                             | Túnez                                                                    | 2014-05-13                                 |               | 1h29      | | T4          | Paqui Peña           |
| Belgrado                                                          | Serbia                                                                   | 2014-05-20                                 |               | 1h31      | | T4          | Sonia Gonzalo        |
| San Diego                                                         | Estados Unidos                                                           | 2014-05-27                                 |               | 1h32      | | T4          | Miguel Valle Castaño |
| Ámsterdam                                                         | Países Bajos                                                             | 2014-06-03                                 |               | 1h27      | | T4          | Edu Yanes            |
| Yucatán                                                           | México                                                                   | 2014-06-10                                 |               | 1h22      | | T4          | Paqui Peña           |
| Detroit                                                           | Estados Unidos                                                           | 2014-06-17                                 |               | 1h16      | | T4          | Sonia Gonzalo        |
| Costa Azul                                                        | Francia                                                                  | 2014-06-24                                 |               | 1h28      | | T4          | Miguel Valle Castaño |
| Estambul                                                          | Turquía                                                                  | 2014-07-01                                 |               | 1h10      | | T4          | Edu Yanes            |
| Curitiba                                                          | Brasil                                                                   | 2014-07-15                                 |               | 1h10      | | T4          | Miguel Valle Castaño |
| Filipinas                                                         | Filipinas                                                                | 2014-07-22                                 |               | 1h11      | | T4          | Sonia Gonzalo        |
| Kuala Lumpur                                                      | Malasia                                                                  | 2014-09-02                                 |               | 1h07      | Inicia la Temporada 5 (T5) | T5          | Edu Yanes            |
| Algarve                                                           | Portugal                                                                 | 2014-09-09                                 |               | 1h14      | | T5          | Paqui Peña           |
| Ciudad del Cabo                                                   | Sudáfrica                                                                | 2014-09-16                                 |               | 1h11      | | T5          | Sonia Gonzalo        |
| Puerto Rico                                                       | Puerto Rico                                                              | 2014-09-23                                 |               | 1h20      | | T5          | Paqui Peña           |
| Tanzania                                                          | Tanzania                                                                 | 2014-09-30                                 |               | 1h14      | | T5          | Miguel Valle Castaño |
| Roma                                                              | Italia                                                                   | 2014-10-07                                 |               | 1h14      | | T5          | Paqui Peña           |
| Panamá                                                            | Panamá                                                                   | 2014-10-14                                 |               | 1h08      | | T5          | Sonia Gonzalo        |
| Edimburgo                                                         | Reino Unido                                                              | 2014-10-21                                 |               | 1h11      | | T5          | Miguel Valle Castaño |
| Boston en Halloween                                               | Estados Unidos                                                           | 2014-10-28                                 | ma / 22h05    | 1h12      | | T5          | Luis García Temprano |
| Nepal                                                             | Nepal                                                                    | 2014-11-04                                 |               | 1h22      | | T5          | Paqui Peña           |
| Azerbaiyán                                                        | Azerbaiyán                                                               | 2014-11-11                                 |               | 1h15      | | T5          | Sonia Gonzalo        |
| Santo Domingo                                                     | República Dominicana                                                     | 2014-11-25                                 |               | 1 hora    | | T5          | Luis García Temprano |
| México, D.F.                                                      | México                                                                   | 2014-12-02                                 |               | 1h16      | | T5          | Miguel Valle Castaño |
| Myanmar                                                           | Birmania                                                                 | 2014-12-09                                 |               | 1h14      | | T5          | Paqui Peña           |
| Gales                                                             | Reino Unido                                                              | 2014-12-16                                 |               | 1h02      | | T5          | Sonia Gonzalo        |
| Navidad en Hong Kong                                              | China                                                                    | 2014-12-23                                 |               | 1h06      | | T5          | Luis García Temprano |
| Especial Navidad en París                                         | Francia                                                                  | 2014-12-30                                 |               | 1h15      | | T5          | Paqui Peña           |
| Nicaragua                                                         | Nicaragua                                                                | 2015-01-13                                 |               | 1h07      | | T5          | Miguel Valle Castaño |
| Zúrich                                                            | Suiza                                                                    | 2015-01-20                                 |               | 1h17      | | T5          | Miguel Valle Castaño |
| Jamaica                                                           | Jamaica                                                                  | 2015-01-27                                 |               | 1h01      | | T5          | Sonia Gonzalo        |
| Chicago                                                           | Estados Unidos                                                           | 2015-02-03                                 |               | 1h07      | | T5          | Luis García Temprano |
| Praga                                                             | Rep. Checa                                                               | 2015-02-10                                 |               | 1h09      | | T5          | Paqui Peña           |
| Luxemburgo                                                        | Luxemburgo                                                               | 2015-02-17                                 |               | 1h08      | | T5          | Sonia Gonzalo        |
| Bogotá                                                            | Colombia                                                                 | 2015-02-24                                 |               | 1h03      | | T5          | Miguel Valle Castaño |
| Atenas                                                            | Grecia                                                                   | 2015-03-03                                 |               | 1h03      | | T5          | Sonia Gonzalo        |
| Budapest                                                          | Hungría                                                                  | 2015-03-10                                 |               | 1h01      | | T5          | Luis García Temprano |
| Corea del Sur                                                     | Corea del Sur                                                            | 2015-03-17                                 |               | 1h07      | | T5          | Paqui Peña           |
| Nueva Orleans                                                     | Estados Unidos                                                           | 2015-03-24                                 |               | 1h11      | | T5          | Miguel Valle Castaño |
| Turín                                                             | Italia                                                                   | 2015-03-31                                 |               | 1 hora    | | T5          | Luis García Temprano |
| Abu Dhabi                                                         | EAU                                                                      | 2015-04-07                                 |               | 1h06      | | T5          | Sonia Gonzalo        |
| Nueva Jersey                                                      | Estados Unidos                                                           | 2015-04-14                                 |               | 1h11      | | T5          | Miguel Valle Castaño |
| Omán                                                              | Omán                                                                     | 2015-04-21                                 |               | 1h14      | | T5          | Paqui Peña           |
| Tokio                                                             | Japón                                                                    | 2015-04-28                                 |               | 1h11      | | T5          | Sonia Gonzalo        |
| Cambridge                                                         | Reino Unido                                                              | 2015-05-05                                 |               | 1h11      | | T5          | Miguel Valle Castaño |
| Hamburgo                                                          | Alemania                                                                 | 2015-05-12                                 |               | 45 min    | | T5          | Juan Luis Martín     |
| Bangkok                                                           | Tailandia                                                                | 2015-05-26                                 |               | 1h09      | | T5          | Paqui Peña           |
| Florencia                                                         | Italia                                                                   | 2015-06-02                                 |               | 1h13      | | T5          | Juan Luis Martín     |
| Madagascar                                                        | Madagascar                                                               | 2015-06-09                                 |               | 1h08      | | T5          | Miguel Valle Castaño |
| La Habana                                                         | Cuba                                                                     | 2015-06-16                                 |               | 1h18      | | T5          | Sonia Gonzalo        |
| Bristol                                                           | Reino Unido                                                              | 2015-06-23                                 |               | 1h17      | | T5          | Juan Luis Martín     |
| Cárpatos                                                          | Rumania                                                                  | 2015-06-30                                 |               | 1h12      | | T5          | Paqui Peña           |
| Arizona                                                           | Estados Unidos                                                           | 2015-07-07                                 |               | 1h17      | | T5          | Miguel Valle Castaño |
| Estonia                                                           | Estonia                                                                  | 2015-07-14                                 |               | 1h16      | | T5          | Sonia Gonzalo        |
| Vancouver                                                         | Canadá                                                                   | 2015-07-21                                 |               | 1h09      | | T5          | Juan Luis Martín     |
| Nápoles                                                           | Italia                                                                   | 2015-07-28                                 |               | 1h14      | | T5          | Paqui Peña           |
| Siena                                                             | Italia                                                                   | 2015-09-01                                 |               | 1h08      | Inicio de temporada 6 (T6) | T6          | Miguel Valle Castaño |
| Provenza francesa                                                 | Francia                                                                  | 2015-09-08                                 |               | 1h09      | | T6          | Sonia Gonzalo        |
| Tennessee                                                         | Estados Unidos                                                           | 2015-09-15                                 |               | 1h13      | | T6          | Juan Luis Martín     |
| Múnich                                                            | Alemania                                                                 | 2015-09-22                                 |               | 1h12      | | T6          | Paqui Peña           |
| Malta                                                             | Malta                                                                    | 2015-09-29                                 |               | 1h07      | | T6          | Juan Luis Martín     |
| Flandes                                                           | Bélgica                                                                  | 2015-10-06                                 |               | 1h15      | | T6          | Sonia Gonzalo        |
| Riviera inglesa                                                   | Reino Unido                                                              | 2015-10-13                                 |               | 1 hora    | | T6          | Paqui Peña           |
| Eslovenia                                                         | Eslovenia                                                                | 2015-10-20                                 |               | 1h01      | | T6          | Beatriz Nogareda     |
| Austin, Texas                                                     | Estados Unidos                                                           | 2015-10-27                                 |               | 1h12      | | T6          | Juan Luis Martín     |
| Salzburgo                                                         | Austria                                                                  | 2015-11-04                                 |               | 1h01      | | T6          | Sonia Gonzalo        |
| Montreal                                                          | Canadá                                                                   | 2015-11-11                                 |               | 1h04      | | T6          | Paqui Peña           |
| Maastrich                                                         | Países Bajos                                                             | 2015-11-18                                 |               | 1h05      | | T6          | Miguel Valle Castaño |
| Oxford                                                            | Reino Unido                                                              | 2015-11-25                                 |               | 58 min    | | T6          | Juan Luis Martín     |
| Singapur                                                          | Singapur                                                                 | 2015-12-01                                 |               | 1h04      | | T6          | Sonia Gonzalo        |
| Vietnam                                                           | Vietnam                                                                  | 2015-12-08                                 |               | 1h11      | | T6          | Paqui Peña           |
| Nueva Zelanda                                                     | Nueva Zelanda                                                            | 2015-12-15                                 |               | 1h02      | | T6          | Miguel Valle Castaño |
| Indianápolis                                                      | Estados Unidos                                                           | 2015-12-21                                 |               | 1h06      | | T6          | Juan Luis Martín     |
| Normandía                                                         | Francia                                                                  | 2015-12-29                                 |               | 1h04      | | T6          | Sonia Gonzalo        |
| Eslovaquia                                                        | Eslovaquia                                                               | 2016-01-12                                 |               | 1h06      | | T6          | Paqui Peña           |
| Alpes suizos                                                      | Suiza                                                                    | 2016-01-19                                 |               | 1h12      | | T6          | Miguel Valle Castaño |
| San Martín y Martinica                                            | Francia                                                                  | 2016-01-26                                 |               | 49 min    | | T6          | Juan Luis Martín     |
| Suroeste de Indonesia                                             | Indonesia                                                                | 2016-02-02                                 |               | 1h08      | | T6          | Sonia Gonzalo        |
| Querétaro                                                         | México                                                                   | 2016-02-09                                 |               | 1h11      | | T6          | Miguel Valle Castaño |
| Etiopía                                                           | Etiopía                                                                  | 2016-02-16                                 |               | 1h23      | | T6          | Paqui Peña           |
| Kuwait                                                            | Kuwait                                                                   | 2016-02-23                                 |               | 1h22      | | T6          | Juan Luis Martín     |
| Carnaval de Venecia                                               | Italia                                                                   | 2016-03-01                                 |               | 1h12      | | T6          | Sonia Gonzalo        |
| Lima                                                              | Perú                                                                     | 2016-03-08                                 |               | 1h10      | | T6          | Miguel Valle Castaño |
| Norte de Alemania                                                 | Alemania                                                                 | 2016-03-15                                 |               | 1h25      | | T6          | Paqui Peña           |
| Sur de Suecia                                                     | Suecia                                                                   | 2016-03-22                                 |               | 1h21      | | T6          | Juan Luis Martín     |
| Taiwán                                                            | República de China                                                       | 2016-03-29                                 |               | 1 hora    | | T6          | Sonia Gonzalo        |
| Dublín                                                            | Irlanda                                                                  | 2016-04-05                                 |               | 1h22      | | T6          | Miguel Valle Castaño |
| San Francisco                                                     | Estados Unidos                                                           | 2016-04-12                                 |               | 1h11      | | T6          | Paqui Peña           |
| Costa Rica                                                        | Costa Rica                                                               | 2016-04-19                                 | ma / 21h30    | 1h14      | | T6          | Juan Luis Martin     |
| Glasgow                                                           | Reino Unido                                                              | 2016-04-26                                 |               | 1h10      | | T6          | Sonia Gonzalo        |
| Toronto                                                           | Canadá                                                                   | 2016-05-03                                 |               | 1h14      | | T6          | Miguel Valle Castaño |
| Brasilia                                                          | Brasil                                                                   | 2016-05-10                                 |               | 1h08      | | T6          | Juan Luis Martín     |
| Sidney                                                            | Australia                                                                | 2016-05-17                                 |               | 1h22      | | T6          | Paqui Peña           |
| Milán                                                             | Italia                                                                   | 2016-05-24                                 |               | 1h02      | Especial Final Champions Real Madrid - Atlético de Madrid                                                                               | T6          | Paqui Peña           |
| Bulgaria                                                          | Bulgaria                                                                 | 2016-05-31                                 |               | 1 hora    | | T6          | Sonia Gonzalo        |
| Pekín                                                             | China                                                                    | 2016-06-07                                 |               | 1h12      | | T6          | Miguel Valle Castaño |
| Oslo                                                              | Noruega                                                                  | 2016-06-14                                 |               | 1h13      | | T6          | Juan Luis Martín     |
| Bruselas                                                          | Bélgica                                                                  | 2016-06-21                                 |               | 1h14      | | T6          | Sonia Gonzalo        |
| Utrech                                                            | Países Bajos                                                             | 2016-06-28                                 |               | 1h12      | | T6          | Miguel Valle Castaño |
| Rio de Janeiro                                                    | Brasil                                                                   | 2016-07-05                                 |               | 1h14      | | T6          | Paqui Peña           |
| Washington D.C.                                                   | Estados Unidos                                                           | 2016-07-12                                 |               | 1h13      | | T6          | Juan Luis Martín     |
| Playas de República Dominicana                                    | República Dominicana                                                     | 2016-07-19                                 |               | 1h08      | | T6          | Miguel Valle Castaño |
| Misuri                                                            | Estados Unidos                                                           | 2016-07-26                                 |               | 1h08      | | T6          | Sonia Gonzalo        |
| Puerto Vallarta                                                   | México                                                                   | 2016-09-06                                 |               | 1h10      | Inicio de temporada 7 (T7) | T7          | Paqui Peña           |
| Helsinki                                                          | Finlandia                                                                | 2016-09-13                                 |               | 1h11      | | T7          | Juan Luis Martín     |
| Castillos del Rhin                                                | Alemania                                                                 | 2016-09-20                                 |               | 1 hora    | | T7          | Sonia Gonzalo        |
| Cracovia                                                          | Polonia                                                                  | 2016-09-27                                 |               | 58 min    | | T7          | Miguel Valle Castaño |
| Líbano                                                            | Líbano                                                                   | 2016-10-04                                 |               | 1h16      | | T7          | Paqui Peña           |
| Liverpool                                                         | Reino Unido                                                              | 2016-10-11                                 |               | 58 min    | | T7          | Juan Luis Martín     |
| Mozambique                                                        | Mozambique                                                               | 2016-10-18                                 |               | 1h05      | | T7          | Sonia Gonzalo        |
| Liechtenstein                                                     | Liechtenstein                                                            | 2016-10-25                                 |               | 1h12      | | T7          | Miguel Valle Castaño |
| Oregón                                                            | Estados Unidos                                                           | 2016-11-01                                 |               | 1 hora    | | T7          | Paqui Peña           |
| Burdeos                                                           | Francia                                                                  | 2016-11-08                                 |               | 1h10      | | T7          | Juan Luis Martín     |
| Belfast                                                           | Reino Unido                                                              | 2016-11-15                                 |               | 1 hora    | | T7          | Sonia Gonzalo        |
| Bolivia                                                           | Bolivia                                                                  | 2016-11-22                                 |               | 1h15      | | T7          | Miguel Valle Castaño |
| Lucerna                                                           | Suiza                                                                    | 2016-11-29                                 |               | 1h10      | | T7          | Paqui Peña           |
| Uruguay                                                           | Uruguay                                                                  | 2016-12-12                                 |               | 1h03      | | T7          | Juan Luis Martín     |
| Kenia                                                             | Kenia                                                                    | 2016-12-19                                 |               | 1h03      | | T7          | Sonia Gonzalo        |
| Melbourne                                                         | Australia                                                                | 2016-12-27                                 |               | 1h03      | | T7          | Miguel Valle Castaño |
| Medellín                                                          | Colombia                                                                 | 2017-01-03                                 |               | 1h01      | | T7          | Paqui Peña           |
| Alsacia                                                           | Francia                                                                  | 2017-01-10                                 |               | 1h03      | | T7          | Juan Luis Martín     |
| Breslavia                                                         | Polonia                                                                  | 2017-01-17                                 |               | 1h06      | | T7          | Sonia Gonzalo        |
| Nantes                                                            | Francia                                                                  | 2017-01-24                                 |               | 1h04      | | T7          | Miguel Valle Castaño |
| Georgia                                                           | Estados Unidos                                                           | 2017-01-31                                 |               | 1h13      | | T7          | Paqui Peña           |
| Guadalajara                                                       | México                                                                   | 2017-02-07                                 |               | 1h11      | | T7          | Juan Luis Martín     |
| Hawái                                                             | Estados Unidos                                                           | 2017-02-14                                 |               | 1h09      | | T7          | Sonia Gonzalo        |
| Ecuador                                                           | Ecuador                                                                  | 2017-02-21                                 |               | 1h15      | | T7          | Miguel Valle Castaño |
| Houston                                                           | Estados Unidos                                                           | 2017-02-28                                 |               | 1h15      | | T7          | Juan Luis Martín     |
| Buenos Aires                                                      | Argentina                                                                | 2017-03-07                                 |               | 1h13      | | T7          | Paqui Peña           |
| Eslovenia                                                         | Eslovenia                                                                | 2017-03-14                                 |               | 1h04      | | T7          | Sonia Gonzalo        |
| Carnaval de Colonia                                               | Alemania                                                                 | 2017-03-21                                 |               | 57 min    | | T7          | Miguel Valle Castaño |
| Londres                                                           | Reino Unido                                                              | 2017-03-28                                 |               | 1h13      | | T7          | Juan Luis Martín     |
| Japón                                                             | Japón                                                                    | 2017-04-04                                 |               | 1h13      | | T7          | Paqui Peña           |
| Oporto                                                            | Portugal                                                                 | 2017-04-11                                 |               | 1h14      | | T7          | Sonia Gonzalo        |
| Canberra                                                          | Australia                                                                | 2017-04-18                                 |               | 1h15      | | T7          | Miguel Valle Castaño |
| Las Vegas                                                         | Estados Unidos                                                           | 2017-04-25                                 |               | 1h17      | | T7          | Juan Luis Martín     |
| Nueva York                                                        | Estados Unidos                                                           | 2017-05-02                                 |               | 1h15      | | T7          | Paqui Peña           |
| Galway                                                            | Irlanda                                                                  | 2017-05-09                                 |               | 1h13      | | T7          | Sonia Gonzalo        |
| La Haya                                                           | Países Bajos                                                             | 2017-05-16                                 |               | 1h13      | | T7          | Miguel Valle Castaño |
| Azores                                                            | Portugal                                                                 | 2017-05-23                                 |               | 58 min    | | T7          | Juan Luis Martín     |
| Riviera italiana                                                  | Italia                                                                   | 2017-05-30                                 |               | 1h20      | | T7          | Paqui Peña           |
| Kiev                                                              | Ucrania                                                                  | 2017-06-06                                 |               | 1h11      | | T7          | Sonia Gonzalo        |
| Bergen                                                            | Noruega                                                                  | 2017-06-13                                 |               | 1h04      | | T7          | Olivia Freijo        |
| Montana                                                           | Estados Unidos                                                           | 2017-06-20                                 |               | 1h18      | | T7          | Miguel Valle Castaño |
| Tel Aviv                                                          | Israel                                                                   | 2017-06-27                                 |               | 1h12      | | T7          | Juan Luis Martín     |
| Miami                                                             | Estados Unidos                                                           | 2017-09-19                                 |               | 1h07      | Inicio de temporada 8 (T8) | T8          | Paqui Peña           |
| Costa de República Dominicana                                     | República Dominicana                                                     | 2017-09-26                                 |               | 1h05      | | T8          | Sonia Gonzalo        |
| Chipre                                                            | Chipre                                                                   | 2017-10-03                                 |               | 1h06      | | T8          | Olivia Freijo        |
| Bali                                                              | Indonesia                                                                | 2017-10-17                                 |               | 1h11      | | T8          | Miguel Valle Castaño |
| Brighton                                                          | Reino Unido                                                              | 2017-10-24                                 |               | 1h09      | | T8          | Sonia Gonzalo        |
| Toulouse                                                          | Francia                                                                  | 2017-10-31                                 |               | 1h05      | | T8          | Juan Luis Martín     |
| Jerusalén                                                         | Israel                                                                   | 2017-11-07                                 |               | 1h10      | | T8          | Paqui Peña           |
| San Petersburgo                                                   | Rusia                                                                    | 2017-11-14                                 |               | 1h07      | | T8          | Olivia Freijo        |
| Varsovia                                                          | Polonia                                                                  | 2017-11-21                                 |               | 1h07      | | T8          | Miguel Valle Castaño |
| Jutlandia                                                         | Dinamarca                                                                | 2017-11-28                                 |               | 1h06      | | T8          | Juan Luis Martín     |
| Filadelfia                                                        | Estados Unidos                                                           | 2017-12-05                                 |               | 1h06      | | T8          | Sonia Gonzalo        |
| Maldivas                                                          | Maldivas                                                                 | 2017-12-12                                 |               | 1h05      | | T8          | Olivia Freijo        |
| Navidad en Finlandia                                              | Finlandia                                                                | 2017-12-19                                 |               | 1h09      | | T8          | Miguel Valle Castaño |
| Navidad en Nueva York                                             | Estados Unidos                                                           | 2017-12-26                                 |               | 1h13      | | T8          | Juan Luis Martín     |
| Champagne, la región de la bebida nacional francesa               | Francia                                                                  | 2018-01-02                                 |               | 1h00      | | T8          | Sonia Gonzalo        |
| Nueva Delhi, una gran metrópolis de contrastes                    | India                                                                    | 2018-01-09                                 |               | 1h07      | | T8          | Paqui Peña           |
| Cali, capital de la salsa y el ritmo                              | Colombia                                                                 | 2018-01-16                                 |               | 1h01      | | T8          | Juan Luis Martin     |
| Montpellier, un museo al aire libre al sur de Francia             | Francia                                                                  | 2018-01-23                                 |               | 1h06      | | T8          | Olivia Freijo        |
| Andorra, el país de los Pirineos                                  | Andorra                                                                  | 2018-02-06                                 |               | 1h03      | | T8          | Paqui Peña           |
| Sri Lanka, la 'lágrima de la India'                               | Sri Lanka                                                                | 2018-02-14                                 |               | 1h06      | | T8          | Miguel Valle Castaño |
| Alpes franceses, el tejado de Europa                              | Francia                                                                  | 2018-02-21                                 |               | 1h04      | | T8          | Sonia Gonzalo        |
| Orlando                                                           | Estados Unidos                                                           | 2018-02-27                                 |               | 1h08      | | T8          | Juan Luis Martin     |
| Manchester: primera ciudad industrial y corazón del pop británico | Reino Unido                                                              | 2018-03-06                                 |               | 1h06      | | T8          | Olivia Freijo        |
| Pyeongchang: los Alpes de Corea                                   | Corea del Sur                                                            | 2018-03-13                                 |               | 1h01      | Especial juegos olímpicos de invierno                                                                                                   | T8          | Miguel Valle Castaño |
| Egipto: la cuna de la civilización                                | Egipto                                                                   | 2018-03-20                                 |               | 1h04      | | T8          | Paqui Peña           |
| Los carnavales de la Costa Azul                                   | Francia                                                                  | 2018-03-27                                 |               | 1h07      | | T8          | Juan Luis Martin     |
| Letonia                                                           | Letonia                                                                  | 2018-04-03                                 |               | 58 min    | | T8          | Sonia Gonzalo        |
| Monterrey: la ciudad de las montañas                              | México                                                                   | 2018-04-10                                 |               | 1h02      | | T8          | Olivia Freijo        |
| Shenzhen: La “Silicon Valley” de Asia                             | China                                                                    | 2018-04-17                                 |               | 1h07      | | T8          | Miguel Valle Castaño |
| Cabo Verde: El Caribe africano                                    | Cabo Verde                                                               | 2018-04-24                                 |               | 1h01      | | T8          | Paqui Peña           |
| Filipinas, exotismo asiático y tradición católica                 | Filipinas                                                                | 2018-05-02                                 |               | 1h10      | | T8          | Juan Luis Martin     |
| La enigmática Isla de Pascua y la colorida Valparaíso             | Chile                                                                    | 2018-05-08                                 |               | 1h06      | | T8          | Sonia Gonzalo        |
| Baviera, entre la tradición y la modernidad                       | Alemania                                                                 | 2018-05-15                                 |               | 1h04      | | T8          | Olivia Freijo        |
| Boda real en Londres                                              | Reino Unido                                                              | 2018-05-22                                 |               | 1h11      | Especial para la boda del príncipe Enrique de Inglaterra                                                                                | T8          | Juan Luis Martin     |
| Comores, las islas de la luna                                     | Comoras                                                                  | 2018-05-29                                 |               | 58 min    | Incluye Comores y Mayotte | T8          | Miguel Valle Castaño |
| Australia: Las maravillas de la Gran Barrera de Coral             | Australia                                                                | 2018-06-05                                 |               | 1h10      | | T8          | Paqui Peña           |
| El encanto de los Lagos de Inglaterra                             | Reino Unido                                                              | 2018-06-12                                 |               | 1h01      | | T8          | Sonia Gonzalo        |
| Croacia: El país de las mil islas                                 | Croacia                                                                  | 2018-06-19                                 |               | 1h03      | Dubrovnik | T8          | Olivia Freijo        |
| Georgia, puente entre Asia y Europa                               | Georgia                                                                  | 2018-06-26                                 |               | 1h07      | | T8          | Juan Luis Martin     |
| Islandia: Lagos, volcanes y géiseres                              | Islandia                                                                 | 2018-07-03                                 |               | 1h09      | | T8          | Miguel Valle Castaño |
| Rusia: Los secretos Kazán y Samara                                | Rusia                                                                    | 2018-07-10                                 |               | 1h00      | Especial Mundial de Fútbol 2018 | T8          | Paqui Peña           |
| Riviera Maya                                                      | México                                                                   | 2018-07-17                                 |               | 1h04      | En la región del Estado de Quintana Roo                                                                                                 | T8          | Sonia Gonzalo        |
| Tampa, la ciudad más soleada del mundo                            | Estados Unidos                                                           | 2018-07-24                                 |               | 1h07      | | T8          | Olivia Freijo        |
| Costa de Ecuador, las mejores playas del Sur del Pacífico         | Ecuador                                                                  | 2018-08-01                                 |               | 1h05      | Incluye visita a Guayaquil | T8          | Juan Luis Martin     |
| Playas de Portugal                                                | Portugal                                                                 | 2018-09-19                                 |               | 1h09      | Inicio de temporada 9 (T9) | T9          | Miguel Valle Castaño |
| Costa sur de Irlanda                                              | Irlanda                                                                  | 2018-09-25                                 |               | 1h05      | | T9          | Sonia Gonzalo        |
| Un viaje al fascinante Marruecos                                  | Marruecos                                                                | 2018-10-03                                 |               | 1h10      | | T9          | Paqui Peña           |
| Dallas, cultura y tecnología en el lejano oeste                   | Estados Unidos                                                           | 2018-10-09                                 |               | 1h05      | | T9          | Juan Luis Martin     |
| Baja California, maravillas naturales entre el desierto y el mar  | México                                                                   | 2018-10-16                                 |               | 1h11      | | T9          | Miguel Valle Castaño |
| Norte de Italia                                                   | Italia                                                                   | 2018-10-23                                 |               | 1h13      | | T9          | Sonia Gonzalo        |
| Róterdam                                                          | Países Bajos                                                             | 2018-10-31                                 |               | 1h14      | | T9          | Paqui Peña           |
| Nuevo México                                                      | Estados Unidos                                                           | 2018-11-06                                 |               | 1h08      | | T9          | Olivia Freijo        |
| Botsuana                                                          | Botsuana                                                                 | 2018-11-13                                 |               | 1h12      | | T9          | Juan Luis Martin     |
| Norte de Inglaterra                                               | Reino Unido                                                              | 2018-11-20                                 |               | 1h00      | | T9          | Miguel Valle Castaño |
| Albania, la joya de los Balcanes                                  | Albania                                                                  | 2018-11-27                                 |               | 57 min    | | T9          | Sonia Gonzalo        |
| Graz                                                              | Austria                                                                  | 2018-12-11                                 |               | 1h10      | | T9          | Olivia Freijo        |
| Verona                                                            | Italia                                                                   | 2018-12-18                                 |               | 1h08      | | T9          | Juan Luis Martin     |
| Copenhague                                                        | Dinamarca                                                                | 2018-12-25                                 |               | 1h11      | | T9          | Miguel Valle Castaño |
| Carolina del Norte                                                | Estados Unidos                                                           | 2019-01-08                                 |               | 1h01      | | T9          | Paqui Peña           |
| Armenia                                                           | Armenia                                                                  | 2019-01-15                                 |               | 55 min    | | T9          | Sonia Gonzalo        |
| Alpes suizos                                                      | Suiza                                                                    | 2019-01-22                                 |               | 1h11      | | T9          | Olivia Freijo        |
| Hong Kong                                                         | China                                                                    | 2019-01-29                                 |               | 1h09      | | T9          | Miguel Valle Castaño |
| California                                                        | Estados Unidos                                                           | 2019-02-05                                 |               | 1h05      | | T9          | Paqui Peña           |
| Frankfurt                                                         | Alemania                                                                 | 2019-02-12                                 |               | 1h02      | | T9          | Juan Luis Martin     |
| Kuala Lumpur                                                      | Malasia                                                                  | 2019-02-19                                 |               | 1h05      | | T9          | Sonia Gonzalo        |
| Pensilvania                                                       | Estados Unidos                                                           | 2019-02-26                                 |               | 1h03      | | T9          | Miguel Valle Castaño |
| Camboya                                                           | Camboya                                                                  | 2019-03-05                                 |               | 1h02      | | T9          | Paqui Peña           |
| Campiña inglesa                                                   | Reino Unido                                                              | 2019-03-12                                 |               | 1h04      | | T9          | Saúl Montes          |
| Perth                                                             | Australia                                                                | 2019-03-19                                 |               | 1h06      | | T9          | Juan Luis Martin     |
| Puerto Rico                                                       | Puerto Rico                                                              | 2019-03-26                                 |               | 1h03      | | T9          | Sonia Gonzalo        |
| Río de Janeiro                                                    | Brasil                                                                   | 2019-04-02                                 |               | 1h05      | | T9          | Miguel Valle Castaño |
| El Salvador                                                       | El Salvador                                                              | 2019-04-09                                 |               | 1h06      | | T9          | Saúl Montes          |
| Lyon                                                              | Francia                                                                  | 2019-04-16                                 |               | 1h07      | | T9          | Juan Luis Martin     |
| Catar                                                             | Catar                                                                    | 2019-04-23                                 |               | 1h04      | | T9          | Paqui Peña           |
| Primavera en Japón                                                | Japón                                                                    | 2019-04-30                                 |               | 1h07      | | T9          | Miguel Valle Castaño |
| Alemania central                                                  | Alemania                                                                 | 2019-05-07                                 |               | 1h00      | | T9          | Sonia Gonzalo        |
| Roma                                                              | Italia                                                                   | 2019-05-14                                 |               | 1h08      | | T9          | Saúl Montes          |
| Las Highlands escocesas                                           | Reino Unido                                                              | 2019-05-21                                 |               | 1h00      | | T9          | Juan Luis Martin     |
| Barbados                                                          | Barbados                                                                 | 2019-05-29                                 |               | 1h01      | | T9          | Paqui Peña           |
| Los Castillos del Loira                                           | Francia                                                                  | 2019-06-04                                 |               | 1h03      | | T9          | Sonia Gonzalo        |
| Bombay                                                            | India                                                                    | 2019-06-11                                 |               | 1h06      | | T9          | Miguel Valle Castaño |
| Viena                                                             | Austria                                                                  | 2019-06-18                                 |               | 1h06      | | T9          | Juan Luis Martin     |
| Islas tailandesas                                                 | Tailandia                                                                | 2019-06-25                                 |               | 1h01      | | T9          | Saúl Montes          |
| Sicilia                                                           | Italia                                                                   | 2019-07-02                                 |               | 1h09      | | T9          | Paqui Peña           |
| Norte de Portugal                                                 | Portugal                                                                 | 2019-07-09                                 |               | 1h01      | | T9          | Sonia Gonzalo        |
| Tánger                                                            | Marruecos                                                                | 2019-07-16                                 |               | 1h02      | | T9          | Juan Luis Martin     |
| Praga                                                             | Rep. Checa                                                               | 2019-07-23                                 |               | 1h06      | | T9          | Miguel Valle Castaño |
| Costa de Sudafrica                                                | Sudáfrica                                                                | 2019-07-30                                 |               | 1h07      | | T9          | Saúl Montes          |
| San Diego                                                         | Estados Unidos                                                           | 2019-09-10                                 |               | 1h06      | Inicio de temporada 10 (T10) | T10         | Sonia Gonzalo        |
| Calgary                                                           | Canadá                                                                   | 2019-09-18                                 |               | 1h07      | | T10         | Paqui Peña           |
| Cerdeña                                                           | Italia                                                                   | 2019-09-25                                 |               | 1h08      | | T10         | Juan Luis Martin     |
| Playas de Panamá                                                  | Panamá                                                                   | 2019-10-01                                 |               | 1h07      | | T10         | Miguel Valle Castaño |
| Patagonia Chilena                                                 | Chile                                                                    | 2019-10-08                                 |               | 1h02      | | T10         | Saúl Montes          |
| Norte de Polonia                                                  | Polonia                                                                  | 2019-10-15                                 |               | 1h00      | | T10         | Sonia Gonzalo        |
| Santo Domingo                                                     | República Dominicana                                                     | 2019-10-22                                 |               | 1h03      | | T10         | Paqui Peña           |
| Boston                                                            | Estados Unidos                                                           | 2019-10-29                                 |               | 1h04      | | T10         | Juan Luis Martin     |
| Bolonia                                                           | Italia                                                                   | 2019-11-12                                 |               | 1h04      | | T10         | Saúl Montes          |
| Ottawa                                                            | Canadá                                                                   | 2019-11-26                                 |               | 1h01      | | T10         | Sonia Gonzalo        |
| Bretaña Francesa                                                  | Francia                                                                  | 2019-12-03                                 |               | 1h06      | | T10         | Paqui Peña           |
| Costa de Australia                                                | Australia                                                                | 2019-12-10                                 |               | 1h04      | | T10         | Miguel Valle Castaño |
| Colorado                                                          | Estados Unidos                                                           | 2019-12-17                                 |               | 1h08      | | T10         | Juan Luis Martin     |
| Pekin                                                             | China                                                                    | 2020-01-07                                 |               | 1h05      | | T10         | Saúl Montes          |
| Republica Checa                                                   | Rep. Checa                                                               | 2020-01-14                                 |               | 57min     | | T10         | Sonia Gonzalo        |
| Valonia                                                           | Bélgica                                                                  | 2020-02-04                                 |               | 1h04      | | T10         | Miguel Valle Castaño |
| Luisiana                                                          | Estados Unidos                                                           | 2020-02-11                                 |               | 51min     | | T10         | Saúl Montes          |
| Bucarest                                                          | Rumania                                                                  | 2020-02-18                                 |               | 1h07      | | T10         | Juan Luis Martin     |
| Ghana                                                             | Ghana                                                                    | 2020-02-25                                 |               | 1h06      | | T10         | Sonia Gonzalo        |
| Santiago de Chile                                                 | Chile                                                                    | 2020-03-03                                 |               | 1h05      | | T10         | Miguel Valle Castaño |
| Sur de Suiza                                                      | Suiza                                                                    | 2020-03-10                                 |               | 1h05      | | T10         | Paqui Peña           |
| Budapest                                                          | Hungría                                                                  | 2020-03-17                                 |               | 1h05      | | T10         | Saúl Montes          |
| Isla sur de Nueva Zelanda                                         | Nueva Zelanda                                                            | 2020-03-24                                 |               | 1h07      | | T10         | Juan Luis Martin     |
| Guatemala                                                         | Guatemala                                                                | 2020-03-31                                 |               | 1h06      | | T10         | Sonia Gonzalo        |
| Costa atlantica francesa                                          | Francia                                                                  | 2020-04-15                                 |               | 1h07      | | T10         | Miguel Valle Castaño |
| Pekín Cremona Nueva Jersey Botsuana Canberra                      | China · Italia · Estados Unidos · Botsuana · Australia                   | 2020-05-03                                 |               | 45min     | "Conectados por el mundo", programa especial por webcam debido a la Pandemia de COVID 19                                                | T10         | Miguel Valle Castaño |
| Kenia Maguncia Missouri Kuala Lumpur Panamá Doha                  | Kenia · Alemania · Estados Unidos · Malasia · Panamá · Catar             | 2020-05-10                                 |               | 55min     | "Conectados por el mundo", programa especial por webcam debido a la Pandemia de COVID 19                                                | T10         | Sonia Gonzalo        |
| Seúl Patagonia Chilena Birmingham Sidney Bombay San Diego         | Corea del Sur · Chile · Reino Unido · Australia · India · Estados Unidos | 2020-05-17                                 |               | 54min     | "Conectados por el mundo", programa especial por webcam debido a la Pandemia de COVID 19                                                | T10         | Miguel Valle Castaño |
| Navidad en México                                                 | México                                                                   | 2020-12-21                                 |               | 1h07      | | T10         | Juan Luis Martín     |
| Navidad en Estocolmo                                              | Suecia                                                                   | 2020-12-28                                 |               | 1h07      | | T10         | Sonia Gonzalo        |
| Golfo de Venecia                                                  | Italia                                                                   | 2021-01-04                                 |               | 1h03      | | T10         | Miguel Valle Castaño |
| Costa atlántica dominicana                                        | República Dominicana                                                     | 2021-01-11                                 |               | 1h08      | | T10         | Paqui Peña           |
| Lago Lemán suizo                                                  | Suiza                                                                    | 2021-01-18                                 |               | 1h01      | | T10         | Juan Luis Martín     |
| París                                                             | Francia                                                                  | 2021-01-25                                 |               | 1h04      | | T10         | Miguel Valle Castaño |
| Lisboa                                                            | Portugal                                                                 | 2021-02-01                                 |               | 1h07      | | T10         | Sonia Gonzalo        |
| São Paulo                                                         | Brasil                                                                   | 2021-02-08                                 |               | 1h10      | | T10         | Juan Luis Martín     |
| Malta                                                             | Malta                                                                    | 2021-02-18                                 |               | 1h09      | | T10         | Sonia Gonzalo        |
| Perpiñán                                                          | Francia                                                                  | 2021-02-25                                 |               | 1h03      | | T10         | Paqui Peña           |
| Costa Rica                                                        | Costa Rica                                                               | 2021-03-04                                 |               | 1h11      | | T10         | Miguel Valle Castaño |
| Bruselas                                                          | Bélgica                                                                  | 2021-03-11                                 |               | 1h10      | | T10         | Paqui Peña           |
| Bogotá                                                            | Colombia                                                                 | 2021-03-18                                 |               | 1h04      | | T10         | Juan Luis Martín     |
| Tanzania                                                          | Tanzania                                                                 | 2021-03-25                                 |               | 1h11      | | T10         | Sonia Gonzalo        |
| Panamá                                                            | Panamá                                                                   | 2021-04-08                                 |               | 1h04      | | T10         | Saúl Montes          |
| Gibraltar                                                         | Gibraltar                                                                | 2021-04-16                                 |               | 1h05      | | T10         | Miguel Valle Castaño |
| Lima                                                              | Perú                                                                     | 2021-04-23                                 |               | 1h04      | | T10         | Paqui Peña           |
| Riviera Maya                                                      | México                                                                   | 2021-04-30                                 |               | 1h01      | | T10         | Juan Luis Martín     |
| Amsterdam                                                         | Países Bajos                                                             | 2021-05-06                                 |               | 1h03      | | T10         | Sonia Gonzalo        |
| Sofía                                                             | Bulgaria                                                                 | 2021-04-13                                 |               | 59min     | | T10         | Saúl Montes          |
| Caribe Colombiano                                                 | Colombia                                                                 | 2021-04-21                                 |               | 1h02      | | T10         | Miguel Valle Castaño |
| Luxemburgo                                                        | Luxemburgo                                                               | 2021-05-27                                 |               | 59min     | | T10         | Paqui Peña           |
| San Francisco                                                     | Estados Unidos                                                           | 2021-06-03                                 |               | 1h06      | | T10         | Juan Luis Martín     |
| Querétaro                                                         | México                                                                   | 2021-06-10                                 |               | 58min     | | T10         | Sonia Gonzalo        |
| Senegal                                                           | Senegal                                                                  | 2021-06-18                                 |               | 53min     | | T10         | Saúl Montes          |
| La Puglia                                                         | Italia                                                                   | 2021-06-24                                 |               | 56min     | | T10         | Miguel Valle Castaño |

## Número de programas por año
| Año  | Cantidad |
| ---- | -------- |
| 2005 | 7        |
| 2006 | 8        |
| 2007 | 23       |
| 2008 | 44       |
| 2009 | 48       |
| 2010 | 49       |
| 2011 | 49       |
| 2012 | 45       |
| 2013 | 29       |
| 2014 | 43       |
| 2015 | 46       |
| 2016 | 45       |
| 2017 | 40       |
| 2018 | 44       |
| 2019 | 44       |
| 2020 | 15       |

NOTA: se desconoce la fecha de 3 episodios entre 2008 y 2009

## Número de visitas por país
Hasta el 2017, Madrileños por el mundo han sido visitado 121 países, además de la Antártida.
Hasta el episodio de La Puglia 2021, el número de visitas por país es el siguiente: 
83 visitas: Estados Unidos (1 país) 
40 visitas: Francia (1 país).
37 visitas: Italia (1 país).
23 visitas: Reino Unido (1 país).
22 visitas: Alemania y México (2 países).
16 visitas: Brasil (1 país).
12 visitas: Canadá y China (2 países).
11 visitas: Colombia y Portugal (2 países).
10 visitas: Suiza (1 país).
9 visitas: Australia, Japón y Países Bajos  (3 países).
8 visitas: Austria, Bélgica, India y Marruecos (4 países).
7 visitas: Chile, Polonia y Suecia (3 países).
6 visitas: Grecia, Indonesia, República Checa, República Dominicana, Sudáfrica y Tailandia (6 países).
5 visitas: Argentina, Dinamarca, Filipinas, Finlandia, Irlanda, Nueva Zelanda, Noruega y Rusia (8 países).
4 visitas: Corea del Sur, Ecuador, Emiratos Árabes Unidos, Islandia, Israel, Kenia, Panamá, Perú y Rumania (9 países).
3 visitas: Bulgaria, Costa Rica, Eslovaquia, Guatemala, Hungría, Líbano, Luxemburgo, Malasia, Malta, Singapur, Tanzania, Turquía, Uruguay y Vietnam (14 países).
2 visitas: Bolivia, Cabo Verde, Camboya, Camerún, Chipre, Croacia, Egipto, El Salvador, Estonia, Etiopía, Ghana, Guinea Ecuatorial, Jamaica, Kuwait, Lituania, Maldivas, Mozambique, Nepal, Nicaragua, Omán, Paraguay, Puerto Rico, Catar, Senegal, Sri Lanka, Taiwán, Túnez, Ucrania (28 países).
1 visita: Afganistán, Albania, Andorra, Angola, Antártida, Armenia, Azerbaiyán, Bahamas, Bangladés, Barbados, Botsuana, Comoras, Cuba,  Eslovenia, Gabón, Gambia, Georgia, Honduras, Jordania, Kazajistán, Letonia, Libia, Liechtenstein, Madagascar, Mauricio, Myanmar, Namibia, República Democrática del Congo, Serbia, Seychelles, Siria, Trinidad y Tobago, Uganda, Venezuela y Zimbawe (34 países y 1 territorio autónomo).
NOTA: no se cuentan los países del especial "Conectados por el mundo"